# Houcaris
Houcaris es un género de radiodontos tamisiocarídidos conocidos en la Serie 2 del Cámbrico de China y Estados Unidos. Contiene dos especies, Houcaris saron y Houcaris magnabasis, ambas nombradas originalmente como especies del género Anomalocaris. El género Houcaris se estableció para las dos especies en 2021 y honra a Hou Xianguang, que había descubierto y nombrado la especie tipo H. saron en 1995 junto con sus compañeros Jan Bergström y Per E. Ahlberg.

## Especies

### Houcaris saron
H. saron, conocido en el esquisto de Maotianshan en Yunnan, se describió por primera vez en 1995 como Anomalocaris saron. Esta especie sólo se conoce por los apéndices frontales. Hay un espécimen (ELRC 20001) que se consideraba anteriormente como un fósil de cuerpo entero de esta especie, pero un estudio posterior muestra que este espécimen no pertenece a esta especie, y se considera como una especie sin nombre de Anomalocaris. La longitud del apéndice frontal es de al menos 12 cm.  Se ha considerado que puede pertenecer a la familia Anomalocarididae o Amplectobeluidae.

### Houcaris magnabasis
H. magnabasis, conocido en los esquistos de Pioche Shale y Pyramid en Nevada, se describió originalmente como Anomalocaris cf. saron en 2003, y posteriormente se nombró como Anomalocaris magnabasis en 2019. Esta especie solo se conoce por los apéndices frontales y algunos fósiles parciales del cono oral (parte de la boca) y los lóbulos laterales. La mayor longitud estimada del apéndice frontal es de 17,5 cm. Se ha considerado que puede pertenecer a la familia Anomalocarididae o Amplectobeluidae.